# Jon Mikl Thor
Jon Mikl Thor, noto anche semplicemente come Thor (Vancouver, 1958), è un culturista e cantante canadese.
È un cantante heavy metal attivo dal 1976, leader del gruppo musicale Thor.

## Discografia

### Da solista

#### Album in studio
- 1986 – Recruits - Wild in the Streets
- 2001 – Dogz II (come Jon Thor)

#### Singoli
- 1986 – Recruits

### Come Thor & the Imps

#### Raccolte
- 2005 – The Early Years: 1970's (download digitale)

### Come Thor and His Thorkestra

#### Album in studio
- 2009 – Zombie Nightmare Soundtrack (colonna sonora del film Zombie Nightmare, download digitale)

### Con i Tritonz

#### Album in studio
- 1987 – The Edge of Hell (colonna sonora del film Rock 'n' Roll Nightmare)
- 2006 – Rock 'n' Roll Nightmare (versione estesa della colonna sonora dell'omonimo film)

### Con i Thor

#### Album in studio
- 1977 – Keep the Dogs Away
- 1985 – Only the Strong
- 1997 – Thunderstruck - Tales From The Equinox
- 2002 – Triumphant
- 2005 – Thor Against the World
- 2006 – Devastation of Musculation
- 2007 – Into the Noise
- 2009 – Steam Clock (download digitale)
- 2009 – Sign of the V
- 2015 – Metal Avenger

#### Album dal vivo
- 1985 – Live in Detroit!
- 2009 – Live at CBGB's NYC 2001 (download digitale)
- 2012 – Thor’s Teeth: Sonar 01.08.2010
- 2014 – Live in England 1984 (download digitale)

#### Raccolte
- 1997 – AnTHORlogy - Ride of the Chariots
- 2003 – Mutant
- 2005 – Best of Thor (Vol. 1) (download digitale)
- 2005 – Best of Thor (Vol. 2) (download digitale)
- 2005 – Best of Thor (Vol. 3) (download digitale)
- 2012 – Thunderstryke
- 2013 – Aristocrat of Victory (download digitale)
- 2014 – Thunderstryke II
- 2014 – Demos & Lost Treasures (download digitale)
- 2016 – I Am Thor: Original Motion Picture Soundtrack

## Videografia
- 1984 – Live In London [VHS]
- 1998 – Rare Footage - Live 1984 In England [VHS]
- 2002 – Live at Kings in Raleigh, NC - Oct. 18th, 2002 [VHS]
- 2005 – An-THOR-Logy 1976-1985 [DVD]
- 2015 – I Am Thor [DVD]

## Filmografia

### Compositore
- Zombie Nightmare, regia di Jack Bravman (1987)